# Dolores Piñero
Dolores Mercedes Piñero (San Juan de Puerto Rico, 1892-San Juan de Puerto Rico, 1975) fue una de las cuatro primeras mujeres puertorriqueñas en licenciarse en medicina. También fue una de las primeras médicas civiles y la primera puertorriqueña que sirvió bajo contrato en el ejército estadounidense durante la Primera Guerra Mundial. Durante la contienda, Piñero ayudó a establecer un hospital en Puerto Rico para atender a los soldados que habían contraído la gripe porcina.

## Primeros años
Piñero nació en San Juan de Puerto Rico, cuando la isla era aún colonia española. Allí recibió su educación primaria y secundaria. España cedió Puerto Rico a Estados Unidos según lo acordado en el Tratado de París de 1898, que puso fin oficialmente a la guerra hispano-norteamericana. Piñero fue enviada por su familia a Boston, Massachusetts, donde llegó a dominar el inglés y continuó sus estudios universitarios. En 1913 se licenció en Medicina por el Colegio de Médicos y Cirujanos de Boston. Piñero fue una de las cuatro primeras mujeres de Puerto Rico en obtener el título de médico. Las otras tres fueron María Elisa Rivera Díaz y Ana Janer en 1909, y Palmira Gatell en 1910.

## Regreso a Puerto Rico
Tras licenciarse, Piñero regresó a Puerto Rico y estableció su consulta médica y de anestesia en lo que entonces era el pueblo de Río Piedras (ahora es una sección de San Juan).
En 1917, con la llegada de la Primera Guerra Mundial, Estados Unidos aprobó la Ley Jones-Shafroth que confería la ciudadanía estadounidense a los puertorriqueños. Los puertorriqueños, con la excepción de las mujeres, podían alistarse.
Cuando Estados Unidos entró en la Primera Guerra Mundial, el Cuerpo Médico del Ejército creía que tenía suficientes médicos varones para cubrir sus necesidades. Piñero solicitó un puesto como cirujana contratada, pero fue rechazada. Tras escribir una carta al Cirujano General del Ejército en Washington D. C. explicando sus intenciones, recibió un telegrama que le ordenaba presentarse en el Campamento Las Casas en Santurce, Puerto Rico, donde fue asignada al Cuerpo de Servicios Médicos del Departamento Médico del Ejército.
En 1918, el Ejército se dio cuenta de que había escasez de médicos especializados en anestesia, una especialidad de bajo salario necesaria en los quirófanos militares. Por lo tanto, el Ejército comenzó a contratar a regañadientes a mujeres médicas como empleadas civiles contratadas. Sin embargo, los médicos contratados tenían poco estatus dentro del ejército. No llevaban uniforme y tenían poca autoridad.
En octubre de 1918, Piñero firmó su contrato con el Ejército. De esta manera, y por insistencia propia, Piñero contribuyó con sus destrezas profesionales al esfuerzo bélico. Fue reasignada al Hospital General del Ejército del Fuerte Brooke, ubicado en el antiguo Cuartel Ballajá (en los terrenos del Fuerte San Felipe del Morro) en el Viejo San Juan. Allí trabajó como anestesióloga durante las mañanas y en el laboratorio durante las tardes. Piñero y cuatro colegas varones recibieron órdenes de abrir un hospital de 400 camas en Ponce, Puerto Rico, para atender a los pacientes que habían contraído la gripe, conocida también como «gripe porcina». Entre las enfermeras que sirvieron en Ponce con Piñero se encontraba Rosa A. González, una célebre enfermera titulada autora del Diccionario médico de enfermeras. La gripe porcina había arrasado los campamentos y puestos de entrenamiento del Ejército en todo el mundo, infectando a una cuarta parte de los soldados y matando a más de 55.000 soldados estadounidenses. Cuando terminó la epidemia de gripe, Piñero recibió la orden de regresar al hospital de la base del Ejército en San Juan.

## Después de la Primera Guerra Mundial
Cuando terminó su contrato al finalizar la Primera Guerra Mundial, Piñero regresó a su práctica privada en Río Piedras. Se casó con Celestino López Pérez y tuvo un hijo José Antonio López Piñero y el 17 de marzo de 1922, tuvo una hija llamada Dolores «Lolin» Piñero-López (1922-2011) quien fue la fundadora de «Viejos Caprichos y Nuevas Fantasías», una tienda de antigüedades en El Paso, Texas.
Poco se sabe de los últimos años de Piñero, con la excepción de que fue una de las líderes del Club Cívico Femenino local y que trabajó para el Departamento de Salud de Puerto Rico. Piñero fue también la primera mujer puertorriqueña nombrada miembro de la Junta de Examinadores Médicos de Puerto Rico. Residía con su marido en Monacillo, Río Piedras, Puerto Rico. Murió en 1975 en San Juan, Puerto Rico.